# Shelby Flannery
Shelby Flannery (Saint Paul, 17 de setembro de 1995) é uma atriz americana que ficou conhecida por seu papel como Hope Diyoza em The 100.

## Biografia
Shelby nasceu em Saint Paul, Minnesota e começou a atuar aos 5 anos de idade em teatros profissionais e comunitários. Cursou teatro na Pace University em Nova York, eventualmente viajando para Londres para treinar drama clássico na Academia de Música e Artes Dramáticas de Londres (LAMDA), na qual se graduou em 2018.
Shelby é filha de Virginia e Steve e tem 2 irmãos mais velhos, Carley e Casey.

## Carreira
Shelby foi protagonista em As They Fade (2010), Schlaf Night (2018), ganhou destaque em seu papel como Hope Diyoza em The 100 (2019 - 2020), e em 2021, fez uma participação na vigésima segunda temporada de Law & Order: Special Victims Unit, interpretando Rosie Zaran no sétimo episódio. 

## Filmografia
| Ano         | Título                            | Papel       | Notas                |
| ----------- | --------------------------------- | ----------- | -------------------- |
| 2010        | As They Fade                      | Abby        | Filme                |
| 2018        | Schlaf Nicht                      | Nancy       | Filme                |
| 2019 - 2020 | The 100                           | Hope        | Seriado de Televisão |
| 2021        | Law & Order: Special Victims Unit | Rosie Zaran | Seriado de televisão |

## Ligações Externas
- Shelby Flannery. no IMDb.